# Балаур

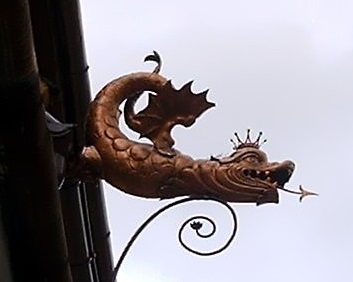

Бала́ур (рум. balaur) — в румынской мифологии существо, похожее на дракона, хотя драконы тоже присутствуют в румынской мифологии. Балаур может достигать больших размеров, он похож на змея с крыльями, ногами и множеством голов (обычно тремя, иногда семью или двенадцатью).
Балаур является традиционным персонажем многих румынских сказок, где он представляет собой персонификацию зла. Обычно его побеждает Фэт-Фрумос.
Считается[кем?], что слово балаур происходит от праиндоевропейского корня *bel- (сильный) или *bhel- (нарастать).
В 2010 году по костным остаткам из Румынии был описан динозавр под названием Balaur bondoc.